# Sphodromantis conspicua
Sphodromantis conspicua är en bönsyrseart som beskrevs av Scott LaGreca 1967. Sphodromantis conspicua ingår i släktet Sphodromantis och familjen Mantidae. Inga underarter finns listade i Catalogue of Life.